# Piazza Sant'Anna
Piazza Sant'Anna (o anche "Largo Torre Bruciata") è una piazza della città di Teramo.

## Descrizione
Sita nella zona più antica del centro storico cittadino, prende il nome dalla Chiesa di Sant'Anna dei Pompetti, piccolo edificio religioso edificato sui resti dell'Antica cattedrale di Santa Maria Aprutiensis.
L'area è compresa nel quartiere San Leonardo, dal nome dell'antica chiesa sopra cui nel XIII secolo fu costruita l'attuale chiesa dei Francescani di Sant'Antonio, è compresa tra via Antica Cattedrale, via Getulio, via Torre Bruciata. La Piazza negli anni '60 ha subito alcuni sventramenti edilizi per permettere il recupero dell'area archeologica della domus. Tra i palazzi distrutti figura il settecentesco Palazzo Pompetti.
Durante il corso dell'anno si svolgono in questa piazza numerose manifestazioni culturali e musicali: tra le altre, l'annuale "La Villa Suite", kermesse musicale che da cinque anni a questa parte vede la partecipazione di artisti più o meno rinomati a livello nazionale: nell'edizione 2009 vi hanno preso parte tra gli altri Tonino Carotone e i Quintorigo.
La piazza è inoltre caratterizzata dalla presenza di importanti monumenti cittadini, quali:
- Chiesa di Sant'Anna dei Pompetti, piccolo edificio religioso costruito sui resti dell'Antica cattedrale di Teramo, dedicata a Santa Maria Aprutiensis eretta nel periodo bizantino (VI secolo) sui ruderi di una domus romana; fu poi ricostruita ed abbellita diverse volte, fino a quando, nel XII secolo, venne incendiata e distrutta per mano dei Normanni del Conte di Loretello.
- Torre Bruciata: resti di un bastione romano, a base quadrata, risalente al II secolo a.C., la cui funzione era quella di difendere l'Episcopio. L'appellativo "bruciata" deriva dal fatto che tutt'oggi questa torre presenta i segni del devastante incendio che distrusse la città nel XII secolo.
- Sito archeologico di Piazza Sant'Anna: resti di una sontuosa villa romana databile al I secolo a.C.

### Domus di Largo Torre Bruciata
Si trova in Piazza Sant'Anna, nel vicolo di via Antica Cattedrale. I lavori iniziati negli anni '70 hanno permesso di recuperare le fondamenta dell'antica Cattedrale di Santa Maria Aprutiensis (detta anche chiesa di San Getulio), fondata proprio sopra la domus romana nel VI secolo, e distrutta dall'incendio del 1156 (l'abside poi è stata utilizzata per la cappellina di Sant'Anna dei Pompetti, ancora esistente). La domus risale al I secolo a.C., le strutture che si trovano a una profondità di circa 90 cm rispetto al piano superiore di calpestio. La domus presenta un ampio peristilio di forma rettangolare con murature in opera incerta e colonne in mattoni, rivestite di stucco colorato in rosso nel fusto e di bianco nelle basi. L'impluvium per la raccolta dell'acqua piovana, pavimentata in opus spicatum, è decentrata rispetto al peristilio, su cui si affacciano tre ambienti affiancati, di cui quello centrale di dimensioni maggiori. Una soglia di pietra divide l'ambiente centrale dal peristilio: presso la soglia sono stai trovati sia gli incassi dei cardini che i serramenti metallici della porta conservati nel Museo civico archeologico. Il pavimento dell'ambiente in mosaico bianco con fascia perimetrale nera; i muri in opera incerta conservano gli intonaci decorati con leggere campiture geometriche su fondo bianco, al cui centro sono motivi vegetali stilizzati
L'ambiente meridionale il cui muro è stato successivamente riutilizzato per la cattedrale, reca una soglia in pietra che immettere nel peristilio: la pavimentazione è in coccio pesto con l'inserimento di tessere bianche. Gli intonaci conservano il fondo bianco con leggere campiture geometriche in giallo e ocra. L'ultimo ambiente a settentrione ha l'ingresso verso l'esterno, e il pavimento in coccio pesto con tessere bianche a forma di rombi tangenti agli apici: gli intonaci sono dipinti a fondo rosso, con campiture geometriche e decorazioni vegetali. La domus ha restituito vari materiali che permettono la datazione certa al I secolo, venne chiusa nel II secolo, come testimoniano i serramenti, e riutilizzata poi come cattedrale. La vicina Torre Bruciata era un elemento di avvistamento romano, riutilizzato poi dai teramani come campanile della cattedrale. Reca ancora all'esterno gli evidenti segni di bruciature per l'incendio del 1156.